# Autobahnkreuz Feuchtwangen/Crailsheim

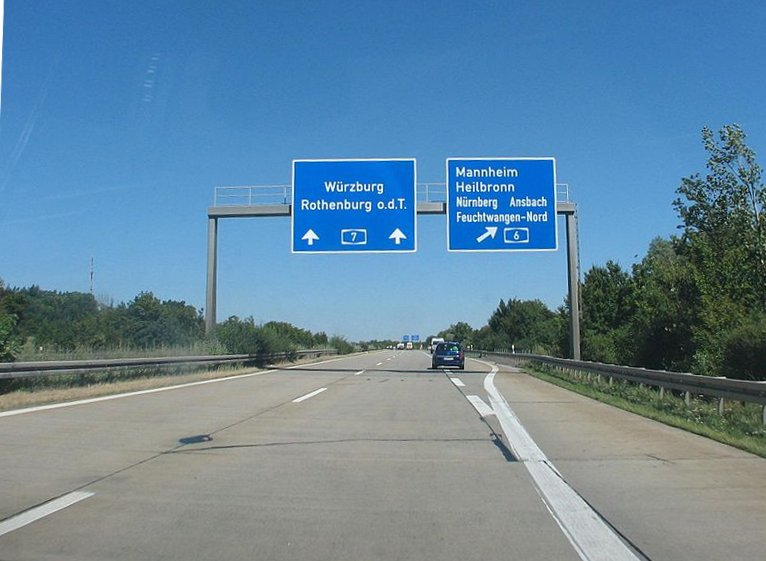
A 7 am Kreuz aus Richtung Süden

Das Autobahnkreuz Feuchtwangen/Crailsheim (Abkürzung: AK Feuchtwangen/Crailsheim; Kurzform: Kreuz Feuchtwangen/Crailsheim) ist ein Autobahnkreuz in Bayern bei Ansbach. Hier kreuzen sich die Bundesautobahn 6 (Saarbrücken – Mannheim – Nürnberg) (Europastraße 50) und die Bundesautobahn 7 (Flensburg – Hannover – Kassel – Füssen) (Europastraße 43).

## Geographie
Das Kreuz liegt sowohl auf dem Gebiet der Stadt Feuchtwangen, als auch auf dem Gebiet von Schnelldorf. Es befindet sich etwa 70 km südöstlich von Würzburg, etwa 70 km westlich von Nürnberg und etwa 90 km nördlich von Ulm. Als wichtiger Verkehrsknotenpunkt verbindet es die A 7 (Dänemark – Österreich/Innsbruck) mit der A 6 (Frankreich/Paris – Tschechien/Pilsen).
Das Autobahnkreuz Feuchtwangen/Crailsheim trägt auf der A 7 die Nummer 110, auf der A 6 die Nummer 48.

## Ausbauzustand
Die A 6 ist in diesem Bereich, genau wie die A 7, zweispurig ausgebaut. Ein Ausbau der A6 auf bayerischem Gebiet und im Kreuz ist im Gange. Alle Überleitungen sind einstreifig.
Das Kreuz ist in Kleeblattform angelegt.

## Verkehrsaufkommen
Das Kreuz wird täglich von rund 87.000 Fahrzeugen passiert.
| Von                        | Nach                       | Durchschnittliche tägliche Verkehrsstärke | Anteil Schwerlastverkehr |
| -------------------------- | -------------------------- | ----------------------------------------- | ------------------------ |
| AS Schnelldorf (A 6)       | AK Feuchtwangen/Crailsheim | 51.900                                    | 27,2 %                   |
| AK Feuchtwangen/Crailsheim | AS Feuchtwangen-Nord (A 6) | 52.700                                    | 26,2 %                   |
| AS Wörnitz (A 7)           | AK Feuchtwangen/Crailsheim | 26.800                                    | 17,6 %                   |
| AK Feuchtwangen/Crailsheim | AS Feuchtwangen-West (A 7) | 43.100                                    | 18,7 %                   |